# The Gift of Tears
The Gift Of Tears – drugi studyjny album holenderskiego Ulyssesa. Płyta zawiera urozmaicony materiał. Myślą przewodnią jest próba odpowiedzi na pytanie jak nadać życiu głębszy sens, a inspiracjami były prawdziwe historie. Family portrait przekonuje, że wrażliwość i zrozumienie innych można osiągnąć poprzez wsłuchiwanie się w to, o czym mówią inni ludzie. Suita finałowa zaś to tragiczna opowieść o młodych rodzicach, których roczna córka o imieniu Anat, zmarła na guza mózgu.

## Spis utworów
1. Family portrait (8:56)
2. Guardian angel (9:10)
3. Lost (6:33)
4. How much more (12:14)
5. Silence of the night (2:46)
6. The gift of tears (7:07)
7. Anat (14:52)
a. Prologue
b. Just one big ugly chapter
c. Epilogue

## Muzycy
- Michael Hos - śpiew
- Ronald Eduardo Arie Mozer - instrumenty klawiszowe
- Casper Kroon - bas
- Sylvester Vogelenzang De Jong - guitary
- René Van Haaren - instrumenty perkusyjne